# NGC 258
NGC 258 je galaksija u zviježđu Andromeda.

## Vanjske poveznice
- SEDS: NGC 0258